# Leptogorgia aureoflavescens
Leptogorgia aureoflavescens är en korallart som beskrevs av Manfred Grasshoff 1988. Leptogorgia aureoflavescens ingår i släktet Leptogorgia och familjen Gorgoniidae. Inga underarter finns listade i Catalogue of Life.